# Genevieve Behrent
Genevieve "Gen" Behrent (Oamaru, 25 de setembro de 1990) é uma remadora neozelandesa, medalhista olímpica.

## Carreira
Behrent competiu nos Jogos Olímpicos de 2016 e na prova do dois sem conquistou a medalha de bronze com Rebecca Scown.